# Stompe Toren (Spaarnwoude)
De Stompe Toren in het Noord-Hollandse dorp Spaarnwoude is een van oorsprong middeleeuwse kerktoren bij een kerkje dat dateert uit de 18e eeuw. Het is het oudste monument in de gemeente Haarlemmermeer. De kapel (ca. 1063) en kerk (vanaf ca. 1225) op deze plek waren gewijd aan Sint Gertrudis. De kerk stond dan ook vroeger bekend als de Sint Gertrudiskerk.

## Geschiedenis
De toren die nu als 'Stompe Toren' wordt aangeduid dateert uit de 13e eeuw (vermoedelijk: 1225). Het gebouw is opgetrokken uit grote middeleeuwse bakstenen, zogenaamde kloostermoppen. Omstreeks 1450 werd de kerk herbouwd als stenen kruiskerk, en werd er een kerkhof genaamd 'De Akker Gods' omheen aangelegd. De toren had aanvankelijk een gemetselde spits, net als de torens van Heemskerk en Uitgeest die hebben. De spits was van belang als baken voor de scheepvaart op het nog niet drooggemaakte IJ.
Na het Beleg van Haarlem werd de kerk in 1573 door de Spanjaarden in brand gestoken, waarbij alleen de massieve kerkmuren en de toren overeind bleven. Het kerkgebouw werd later hersteld en in dienst genomen voor de protestantse eredienst. In 1747 werd dit kerkgebouw door een zware storm verwoest, waarna in 1764 bij de oude toren een geheel nieuwe kerk verrees.
In 1844 moest de toren gerenoveerd worden. Vanwege geldgebrek werd hij toen met de helft ingekort en verdween de spits. Sindsdien heeft de toren een hoogte van 20 meter en een houten tentdak bedekt met dakpannen; de naam werd 'Stompe Toren'. Sinds 1880 wordt het gebouw niet meer gebruikt voor kerkdiensten. Van 1949 tot 1956 was in het kerkje een cultureel centrum en historisch museum gevestigd. Gedurende lange tijd heeft het ook dienst gedaan als atelier voor kunstenaars, waaronder schilder Frans Baljon, decorbouwer Peter van Warmerdam en schilder, beeldhouwer en schrijver Jan Jacobs Mulder. In 1965 verscheen daarover de film 'Schilder in de Stompe Toren'.
In 1973 (23 augustus) waren kroonprinses Beatrix en haar echtgenoot Prins Claus te gast in Stompe Toren Spaarnwoude.  
In 2025 viert de Stompe Toren haar 800-jarig bestaan, met een officiële 'verjaardag' op 11 mei 2025, waarbij o.a. aanwezig waren Commissaris van de Koning in Noord-Holland Arthur van Dijk, burgemeester Marianne Schuurmans van Haarlemmermeer en de laatste burgemeester van de vroegere gemeente Haarlemmerliede en Spaarnwoude, Pieter Heiliegers. Burgemeester Schuurmans metselde bij deze gelegenheid de zogemoemde laatste steen van de Stompe Toren in de torenmuur en onthulde een plaquette.   

## Cultureel Centrum Stompe Toren
Het kerkje is eigendom van de gemeente Haarlemmermeer en wordt gehuurd door de stichting Cultureel Centrum Stompe Toren Spaarnwoude. In de zomermaanden, van begin mei tot en met eind oktober, wordt het op zondagmiddagen gebruikt voor culturele activiteiten, zoals concerten en tentoonstellingen. De ruimte is, ook buiten het seizoen, daarnaast beschikbaar voor vergaderingen, lezingen, trouwerijen en bezinningsbijeenkomsten.

## Begraafplaats
Op kerkhof 'De Akker Gods' liggen onder andere begraven:
- Arnold Jan d'Ailly (1902 - 1967), burgemeester van Amsterdam.
- Gisèle d'Ailly-van Waterschoot van der Gracht (1912 - 2013), kunstschilder en glazenier.
- Frank IJsselmuiden (1939 - 2015), burgemeester van Edam-Volendam en Haarlemmerliede en Spaarnwoude.